# 邱陵
邱陵（1902年—1983年），字炳生，男，江苏通州人，中国毛纺织专家，曾任纺织工业部纺织科学研究院毛纺室副主任，中国纺织工程学会理事。